# Spirituel psykoterapi
Spirituel psykoterapi eller spirituel terapi er en samlebetegnelse for tilgange til psykoterapi, der integrerer spirituelle eller transpersonlige aspekter i den terapeutiske proces. De anerkender betydningen af spiritualitet og den indvirkning, den kan have på et individs mentale sundhed og følelsesmæssige trivsel. Spirituel psykoterapi er ikke religiøs.
Det er vigtigt at bemærke, at spiritualitet er en meget personlig dimension, og hvad der virker for en person, fungerer måske ikke for en anden. Spirituel psykoterapi er ofte integrativ og tilpasses individets behov og tro.
Forsvarlig udøvelse af spirituel psykoterapi kræver, ligesom i ethvert psykoterapeutisk arbejde, overholdelse af etiske retningslinjer, faglig kompetence og respekt for klientens autonomi. Terapeuten skal ikke bare have viden om spirituelle traditioner, men også en flerårig formel uddannelse og solid kompetence inden for psykoterapi.

## Hovedtræk
Traditionel psykoterapi fokuserer primært på at adressere psykologiske og følelsesmæssige problemer, mens spirituel psykoterapi går ud over disse aspekter for desuden at integrere den spirituelle eller åndelige dimension. Den anerkender, at individer har en åndelig natur, og at deres overbevisninger og værdier i væsentlig grad kan påvirke deres generelle velbefindende. Det er vigtigt at bemærke, at spirituel psykoterapi ikke er forbundet med nogen specifik religiøs tradition eller noget dogme. Tilgangene anerkender og respekterer mangfoldigheden af spirituelle overbevisninger og praksisser, og arbejder både med klienter fra forskellige trosbaggrunde og dem, der identificerer sig som spirituelle, men ikke er religiøse.
Klienten i spirituel psykoterapi er ikke en passiv modtager af “redskaber eller “værktøjer” til problemløsning, men hjælpes til at få større forståelse. Effektiv terapi kræver derfor en kvalificeret terapeut, der både er uddannet i psykoterapi og har kendskab til spirituel teori. Eksempler på tilgange til psykoterapi, der helt eller delvis integrerer spiritualitet, er transpersonlig psykoterapi, jungiansk terapi og mindfulness baseret terapi.

## Hovedtilgange
Spirituel psykoterapi er en samlebetegnelse for integrerende tilgange, der kombinerer traditionelle psykoterapeutiske teknikker med spirituelle overbevisninger og åndelige praksisser. De anerkender spiritualitetens rolle i klientens mentale og følelsesmæssige velvære. Der er flere hovedtilgange til spirituel psykoterapi, hvoraf noge af de vigtigste er:

### Transpersonlig psykoterapi
Den transpersonlige tilgang udforsker forbindelsen mellem spiritualitet og mental sundhed. Den fokuserer på at udvide en persons selvfølelse til at inkludere spirituelle eller transcendente oplevelser. Transpersonlige terapeuter kan bruge meditation, mindfulness og andre spirituelle praksisser for at hjælpe klienter med at udforske deres spirituelle dimensioner.

### Jungiansk terapi
Jungiansk terapi eller jungiansk analyse er udviklet af Carl Gustav Jung og understreger vigtigheden af det ubevidste og det kollektive ubevidste i forståelsen af menneskelig adfærd. Jungianske terapeuter kan arbejde med klienter for at udforske symboler, arketyper og drømme, der har åndelig betydning.

### Psykosyntese
Roberto Assagioli, en italiensk psykiater, grundlagde psykosyntese, der fokuserer på den åndelige dimension af mennesket. Den inkluderer elementer som sjælegrupper og selvrealisering.
Psykosyntese betragter mennesker som værende på en rejse mod selvrealisering og fuld udvikling af deres potentiale. Den sigter mod at fremme individuel vækst på alle niveauer: fysisk, følelsesmæssigt, mentalt og åndeligt.
Psykosyntese er kendetegnet ved sin inkluderende tilgang, der integrerer psykologiske, spirituelle og eksistentielle dimensioner. Det er en dynamisk tilgang, der kan tilpasses individuelle behov og er velegnet til dem, der søger en helhedsorienteret og personcentreret terapioplevelse.

### Mindfulness-baserede terapier
Disse terapier, såsom Mindfulness-Based Stress Reduction (MBSR) og Mindfulness-Based Cognitive Therapy (MBCT), inkorporerer mindfulness-praksis, der har rod i buddhismen. Mindfulness tilskynder individer til at være til stede i nuet og kan have en dyb indvirkning på ens spirituelle bevidsthed.
MBSR blev udviklet af Dr. Jon Kabat-Zinn og er en af de mest kendte mindfulness-baserede programmer. Det er designet til at hjælpe mennesker med at håndtere stress, smerte og sygdom ved at integrere mindfulness-principper og meditationsteknikker i deres daglige liv.
MBCT kombinerer principperne fra kognitiv terapi med mindfulness. Det er udviklet specifikt til at forebygge tilbagefald af depression ved at hjælpe personer med at håndtere negative tanker og følelser ved hjælp af mindfulness-praksis.

### Holotropic Breathwork
Denne tilgang, udviklet af Stanislav Grof, kombinerer dyb vejrtrækning, musik og åndelige oplevelser som en form for terapi. Dette kan åbne for spirituelle oplevelser og erkendelser.

### Holistisk psykoterapi
Holistiske terapeuter ser individer som hele væsener under hensyntagen til deres fysiske, følelsesmæssige, mentale og spirituelle aspekter. De kan bruge en række forskellige teknikker, såsom energihealing, meditation og mindfulness, for at fremme psykisk og åndeligt velvære.
Holistisk psykoterapi anerkender, at mennesket er mere end summen af dets dele. Det betragter krop, sind og sjæl som tæt sammenkoblede og gensidigt påvirkende aspekter af en enkelt enhed.
Holistisk psykoterapi er alsidig og kan tilpasses individuelle behov og præferencer. Terapeuter inden for denne tilgang integrerer ofte teknikker fra forskellige psykoterapeutiske skoler og alternative helbredelsesmetoder for at skabe en individuelt tilpasset tilgang til klientens helbredelse og personlige vækst.

### Compassion Focused Therapy
Denne kognitive terapeutiske tilgang fokuserer på at udvikle selvmedfølelse og medfølelse for andre som et middel til at håndtere lidelse og skabe åndelig vækst.

### Acceptance and Commitment Therapy (ACT)
ACT er en kognitiv terapi, der inkorporerer åndelige og eksistentielle temaer. Den hjælper klienter med at acceptere deres følelser og tanker, finde deres personlige værdier og forpligte sig til at handle i overensstemmelse med disse værdier.

### Gestaltterapi
Gestaltterapi inkluderer eksploration af klientens nuværende oplevelser og fremhæver helhed og integration. Åndelighed kan indgå som en naturlig del af klientens erfaringer, og terapeuten kan hjælpe med at udforske åndelige temaer.

### Spirituel narrativ terapi
Spirituel narrativ terapi er en tilgang til terapi, der integrerer principperne fra narrativ terapi med spirituelle perspektiver. Denne tilgang fokuserer på at udforske klientens åndelige dimension, herunder deres tro og værdier, og hjælpe dem med at forstå og integrere denne dimension i deres livshistorie og identitet. Terapeuten fungerer som en medfortæller og guide i klientens spirituelle rejse og støtter dem i at finde balance, forståelse og helhed på deres vej.

### Kognitiv adfærdsterapi med spirituelt fokus
Nogle terapeuter har udviklet kognitive adfærdsterapimetoder, der integrerer spirituelle principper og praksis for at adressere psykologiske problemer i en åndelig ramme. Dette kan omfatte at udforske tankemønstre i lyset af overbevisninger og værdier.

### Logoterapi
Logoterapi er en form for psykoterapi, der fokuserer på at hjælpe klienter med at finde meningsfuldhed i deres liv. Den betragter åndelighed som en central komponent i at finde mening og formål.

### Økoterapi
Ecotherapy eller økoterapi er en gren af psykoterapien, der undersøger forholdet mellem mennesket og naturen og hvordan denne forbindelse og de økologiske kriser påvirker vores mentale og følelsesmæssige velbefindende. Praktikere af økoterapi kan inddrage naturbaserede øvelser, mindfulness i naturen og øget bevidsthed om miljømæssige spørgsmål som en del af terapien. De fokuserer på forbindelsen mellem mennesker og naturen som en kilde til heling. Det kan inkludere øvelser og terapeutiske tilgange, der inddrager naturens elementer.

### Metta (Loving-Kindness) Meditation
Metta meditation, en praksis fra den buddhistiske tradition, kan integreres i spirituel psykoterapi for at kultivere kærlig venlighed og medfølelse, både mod en selv og andre.

## I Danmark
Der bliver stadig flere psykoterapeuter og psykologer i Danmark, som inddrager spiritualitet i deres praksis. Blandt de danskere der har skrevet om spirituel psykoterapi er Anne Kamille Ahlefeldt, Lianne Ervolder, Ameyo Barfred-Dixon, Ole Vedfeldt, Karsten Borg Hansen og Hanne Frøyr samt den alternative psykolog Anders Thingmand.

### Dansksproget litteratur
- Ahlefeldt, Anne Kamille (2018): “Når væren bliver terapiens fundament”. Tidsskrift for Psykoterapi nr. 2, s. 54-59
- Assaglio, Roberto (2009): Psykosyntese. Kentauer Forlag
- Ervolder, Lianne: “Mødeøjeblikke i psykoterapi”. Tidsskrift for psykoterapi, Årg. 27, nr. 1 (2019)
- Ervolder, Lianne & Ameyo Barfred-Dixon (2022): “At sanse med hver en celle”. Tidsskrift for Psykoterapi, 1, s. 36-41
- Forman, Mark (2014): “En guide til integral psykoterapi: terapi og spiritualitet i praksis”. ID Academy
- Fransgaard, Louise (2011). “Buddhistisk meditation i vestlig psykoterapi”. Psyke & Logos, 32(1), 19
- Frøyr, Hanne (2023). Refleksioner over spiritualitet i psykoterapi. Tidsskrift for Forskning I Sygdom Og Samfund, 20(38), 17–24.
- Grof, Stanislav. Fremtidens psykologi. Forlaget I AM, 2015.
- Hansen, Karsten Borg (1998): “Eksistentiel terapi og meditation” - København, Klitrose
- Hansen, Nanja Holland & Esther Sorgenfrei (2011). “Mindfulness, Yoga, og Dialektisk Adfærdsterapi: Metodeudvikling af mindfulness-træning gennem Yoga”. Psyke & Logos, 32(1), 14-14.
- Sloth, Jesper (2017): Gøren og væren. Tidsskrift for Psykoterapi, nr 3
- Thingmand, Anders (2011). “Åbent nærvær og kropslig tilstedeværen i meditationsbaseret terapi”. Psyke & Logos, 32(1), s. 203-219
- Vedfelt, Ole. "Religiøse højdepunktsoplevelser i transpersonligt, psykodynamisk og kybernetisk perspektiv." Psyke & Logos 28.2 (2007): 31.

### Engelsksproget litteratur
- Aften, Jamie (2011): Spiritually Oriented Interventions for Counseling and Psychotherapy. American Psychological Association
- Baker, Andrew Z., and Robert R. Freund. "Addressing Spiritual Themes with Narrative Therapy." Spirituality and religion in counseling. Routledge, 2018. 147-158.
- Brendan D. Kelly (2023) Beyond mindfulness: Buddhist psychology and the Abhidharma, Journal of Spirituality in Mental Health, 25:1, 71-82
- Coyle, S. M. (2024). A Case Study Method for Integrating Spirituality and Narrative Therapy. Religions, 15(3), 361.
- Feral, Crystal‐Helen. "The connectedness model and optimal development: Is ecopsychology the answer to emotional well‐being?." The Humanistic Psychologist 26.1-3 (1998): pp. 243-274.
- Gilbert, Paul (2010). Compassion-focused therapy: distinctive features. London; New York
- Kabat-Zinn, Jon (2003). Mindfulness-based stress reduction (MBSR). Constructivism in the Human Sciences, 8(2), pp. 73–107.
- Kabat-Zinn, Jon (2003). Mindfulness-based interventions in context: Past, present, and future. Clinical Psychology: Science and Practice, 10(2), pp. 144–156.
- Karasu, TB. (1999): Spiritual psychotherapy. American Journal of Psychotherapy, Spring;53(2):143-62.
- Kelly, BD. (2008): Buddhist psychology, psychotherapy and the brain: a critical introduction. Transcultural Psychiatry, Mar;45(1):5-30
- Rowan, John (1993): “The Transpersonal: Psychotherapy and Counselling”. Routledge
- Sperry, Len (2004): Spiritually Oriented Psychotherapy. American Psychological Association
- Vaughan, Frances. "Spiritual issues in psychotherapy." Journal of Transpersonal psychology 23.2 (1991): 105-119.